# Organo della basilica di Santa Maria in Campagna a Piacenza

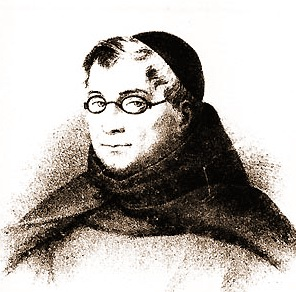
Padre Davide da Bergamo

L'organo Serassi della Basilica di Santa Maria di Campagna fu progettato da Padre Davide da Bergamo per la chiesa di Piacenza.

## Storia e restauro
Lo strumento attuale, salvo lievi modifiche, corrisponde all'organo voluto e progettato da Padre Davide da Bergamo, e realizzato dalla celebre bottega organaria Fratelli Serassi di Bergamo in due riprese: nel 1825 e nel 1838 per la Basilica di Santa Maria di Campagna.
C'è da dire che però, quando Padre Davide entrò nel Convento di S. Maria di Campagna, la basilica già disponeva di un organo di dimensioni più piccole edificato nel 1788 da Pietro Cavalletti e impostato secondo uno schema classico: estensione delle tastiere fino al Fa-1 reale, tavolozza timbrica meno ricca rispetto all'attuale, con il tradizionale Ripieno, un'ancia corta (Tromboncini) e Contrabassi. Uniche concessioni alle tendenze dell'epoca erano rappresentate dal registro Flutta soprani e dal registro Timballi nei pedali.
È chiaro che un simile strumento non poteva certo soddisfare i gusti e le aspettative di Padre Davide, già abituato in terra bergamasca ad organi molto grandi e potenti, costruiti da ditte molto celebri e importanti come i Serassi e i Bossi.
Così nel 1822 Padre Davide propose ai Serassi un progetto per ampliare l'organo precedente, mantenendo il ripieno, costruendo un nuovo somiere, inserendo molti altri registri o "istrumenti" con particolare attenzione ai registri ad ancia. L'organo però fu disponibile soltanto verso la fine dell'anno 1825. L'anno seguente, Padre Davide si lamentava di alcuni problemi nell'organo e così, dopo molte segnalazioni ai Serassi, l'organo venne rifatto ed ampliato, aggiungendo un "Secondo Organo ossia Eco", fatto con le canne del Cavalletti, ed introducendo un nuovo Ripieno al Grand'Organo. Lo strumento fu inaugurato il 21 maggio 1838 da Padre Davide da Bergamo.
Nel 1891 l'organaro Bortolo Pansera di Romano di Lombardia (BG) ricostruì la Grancassa e l'Ottavino soprani. 
Nel corso del nostro secolo, l'organo è stato restaurato da Tamburini nel 1980 e da Giani Casa d'Organi nel 2000.

## Disposizione fonica
- Collocato in cantoria "Cornu Epistolae", a destra del presbiterio. La cantoria è in legno, costruita dai Fratelli Chiodi nel 1603-1609 e dorata da Antonio Dal Forno nel 1611.
- Lo strumento conta due tastiere di 69 tasti (Do-1/Do6), con prima ottava corta, ricoperti in osso ed ebano.
- Organo eco reale dal Do2; Grand'Organo reale dal Fa-1, ad eccezione dei Principali che iniziano dal Do-1.
- Pedaliera non originale di 17 tasti, da Do1 a Mi2, a leggio.
- Divisione Bassi e Soprani collocata tra Si2 e Do3.

Grand'Organo (tastiera superiore)                   
| Campanelli soprani          | Principale 16' bassi       |
| Terzamano                   | Principale 16' soprani     |
| Cornetto I                  | Principale 8' I bassi      |
| Cornetto II                 | Principale 8' I soprani    |
| Fagotto 8' bassi            | Principale 8' II bassi     |
| Tromba 16' soprani          | Principale 8' II soprani   |
| Clarone 4' bassi            | Ottava 4' bassi            |
| Clarino 2' bassi            | Ottava 4' soprani          |
| Corno Inglese 16' soprani   | Ottava 4' II               |
| Cornamusa 8' soprani        | Duodecima                  |
| Oboe 8' soprani             | Quintadecima               |
| Violone 8' bassi            | Decimanona                 |
| Viola 4' bassi              | Due di Ripieno I           |
| Violetta 8' soprani         | Due di Ripieno II          |
| Flutta 8' soprani           | Due di Ripieno III         |
| Fluttina 2' bassi           | Due di Ripieno IV          |
| Corni da Caccia 16' soprani | Due di Ripieno V           |
| Flauto in VIII              | Contrabassi 16' e Ottave   |
| Flauto in XII bassi         | Timballi I in tutti i toni |
| Flauto in XII soprani       | Timballi II in cinque toni |
| Flagioletto 1/2' bassi      | Bombarde 16'               |
| Ottavino 2' soprani         | Tromboni 8'                |
| Voce Umana soprani          | _                          |

Organo Eco (tastiera inferiore)
| Campane d'armonia nei tasti         |
| Campane di voce naturale nei pedali |
| Campane di tuba dolce               |
| Principale 8'                       |
| Ottava 4' bassi                     |
| Ottava 4' soprani                   |
| Quintadecima                        |
| Decimanona                          |
| Vigesimaseconda                     |
| Due di Ripieno                      |
| Flauto in VIII soprani              |
| Violoncello 16' soprani             |
| Arpone 16' bassi                    |